# El Trébol
Pour les articles homonymes, voir El Trébol (homonymie).
El Trébol est une localité argentine située dans le département de San Martín, dans la province de Santa Fe.

## Toponymie
C'est le résultat de la société britannique de FF.CC. Ferrocarril Central Argentino a nommé trois gares consécutives avec des plantes symboliques pour la Grande-Bretagne : Las Rosas (en référence à l'Angleterre), Los Cardos (« Les Chardons », pour l'Écosse), et El Trébol (« Le Trèfle », un symbole de l'Irlande). C'est ainsi que le nom de El Trébol fait allusion à la présence d'immigrants d'origine irlandaise, et que par le biais de cette nomenclature, on a voulu rendre hommage à cette communauté. D'autre part, lors de la construction de l'embranchement ferroviaire de Cañada de Gómez au ranch Las Yerbas, de nombreux travailleurs dont le pays d'origine était l'Irlande ont participé.
Elle se caractérise par sa production agricole et d'élevage, étant située dans l'un des bassins laitiers de la région pampéenne (les autres étant à Rafaela (Santa Fe), et à Suipacha (Buenos Aires).

## Religion
| Archidiocèse | Santa Fe de la Vera Cruz |
| ------------ | ------------------------ |
| Paroisse     | San Lorenzo Mártir       |